# Célia Le Mouël
Célia Le Mouël, née le 20 juillet 2000, est une coureuse cycliste française.

## Biographie
Célia Le Mouël débute le cyclisme à 12 ans au club de Saint-Malo. Elle rejoint par la suite l'équipe Breizh Ladies, au sein de laquelle elle remporte le titre de championne de France sur route cadettes puis la médaille de bronze chez les juniors deux ans plus tard. Ses bons résultats lui permettent de signer pour le Stade Rochelais.
En 2023, elle s'engage avec Saint Michel-Mavic Auber 93,. Elle se met en avant lors de la quatrième étape du Tour de France Femmes 2023, au cours de  laquelle elle fait partie de l'échappée du jour avant de se classer à la 8e place.

## Palmarès
- 2015
  -  Championne de France sur route cadettes
- 2017
  - 3e du championnat de France sur route juniors
- 2019
  - 4e du championnat de France sur route espoirs
  - 4e du championnat de France du contre-la-montre espoirs
- 2022
  -  Championne de France du contre-la-montre espoirs

### Résultats sur les grands tours

#### Tour de France

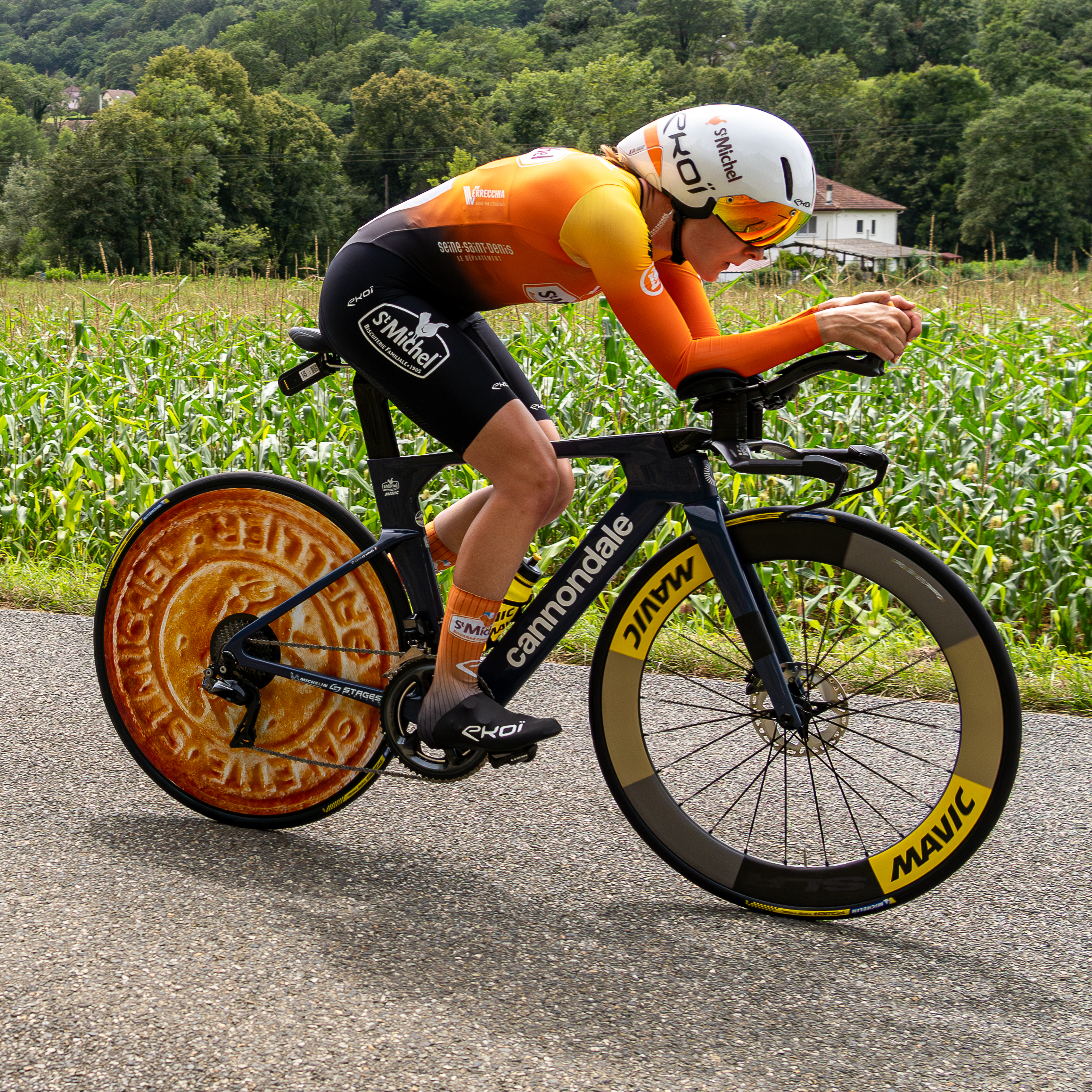
Célia Le Mouel au Tour de France Femmes 2023.

3 participations
- 2023 : 88e
- 2024 : 64e
- 2025 : 56e

### Classements mondiaux
| Année                                 | 2019 | 2020 | 2021 | 2022 | 2023 | 2024 |
| ------------------------------------- | ---- | ---- | ---- | ---- | ---- | ---- |
| Classement UCI                        | 727e | 760e | 867e | 398e | 864e | 572e |
| UCI World Tour                        | nc   | nc   | nc   | nc   | 274e | 219e |
|                                       |      |      |      |      |      |      |
| Légende : nc = non classéSource : UCI |      |      |      |      |      |      |